# NTPCR
NTPCR (англ. Nucleoside-triphosphatase, cancer-related) – білок, який кодується однойменним геном, розташованим у людей на 1-й хромосомі. Довжина поліпептидного ланцюга білка становить 190 амінокислот, а молекулярна маса — 20 713.
| 10         |  | 20         |  | 30         |  | 40         |  | 50         |
| ---------- |  | ---------- |  | ---------- |  | ---------- |  | ---------- |
| MARHVFLTGP |  | PGVGKTTLIH |  | KASEVLKSSG |  | VPVDGFYTEE |  | VRQGGRRIGF |
| DVVTLSGTRG |  | PLSRVGLEPP |  | PGKRECRVGQ |  | YVVDLTSFEQ |  | LALPVLRNAD |
| CSSGPGQRVC |  | VIDEIGKMEL |  | FSQLFIQAVR |  | QTLSTPGTII |  | LGTIPVPKGK |
| PLALVEEIRN |  | RKDVKVFNVT |  | KENRNHLLPD |  | IVTCVQSSRK |  |            |

A: Аланін

C: Цистеїн

D: Аспарагінова кислота

E: Глутамінова кислота

F: Фенілаланін

G: Гліцин

H: Гістидин

I: Ізолейцин

K: Лізин

L: Лейцин

M: Метіонін

N: Аспарагін

P: Пролін

Q: Глутамін

R: Аргінін

S: Серин

T: Треонін

V: Валін

Кодований геном білок за функцією належить до гідролаз. 
Задіяний у такому біологічному процесі, як ацетилювання. 
Білок має сайт для зв'язування з АТФ, нуклеотидами. 